# Luigi Taveri

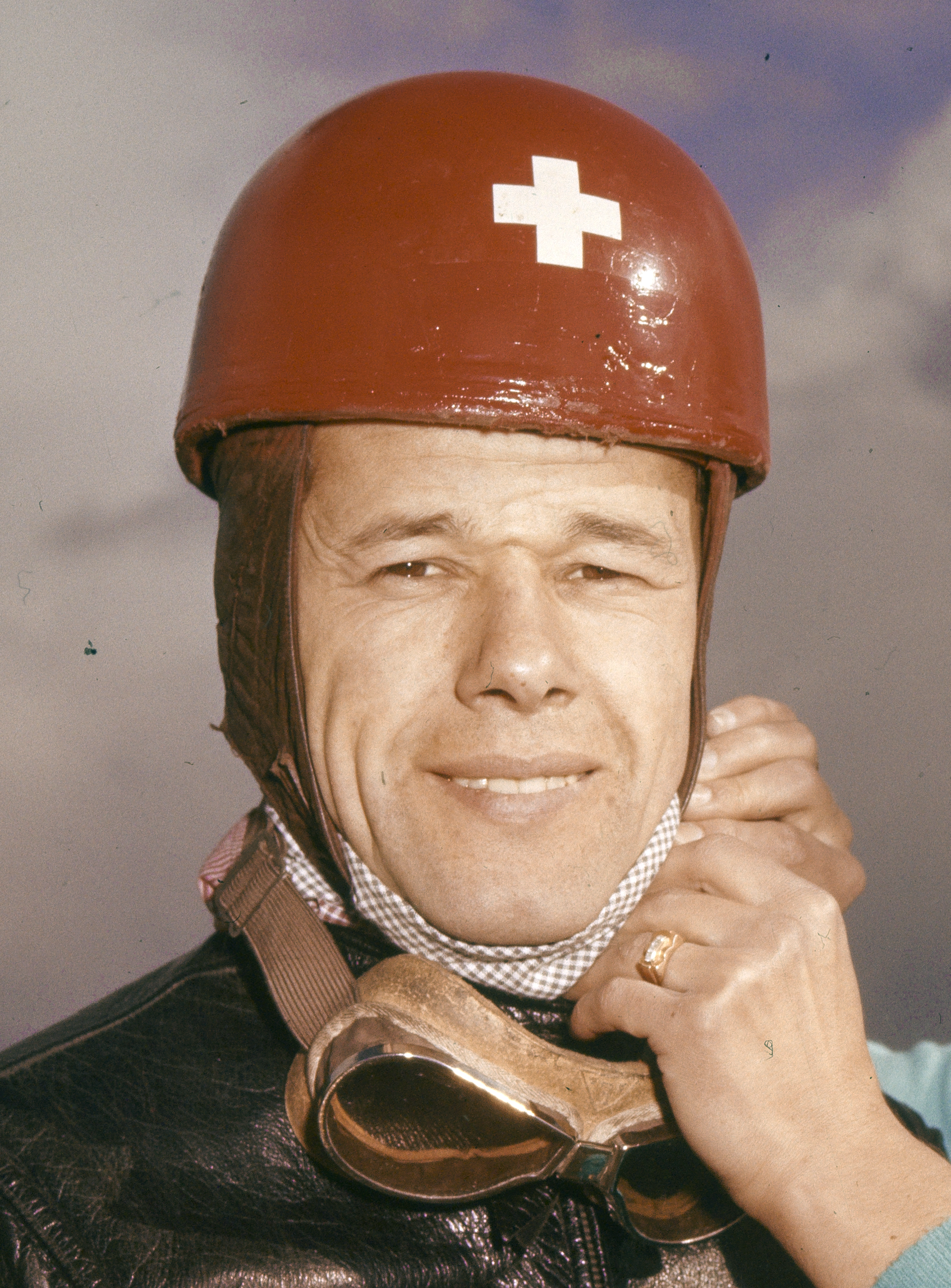
Luigi Taveri (ca. 1957)

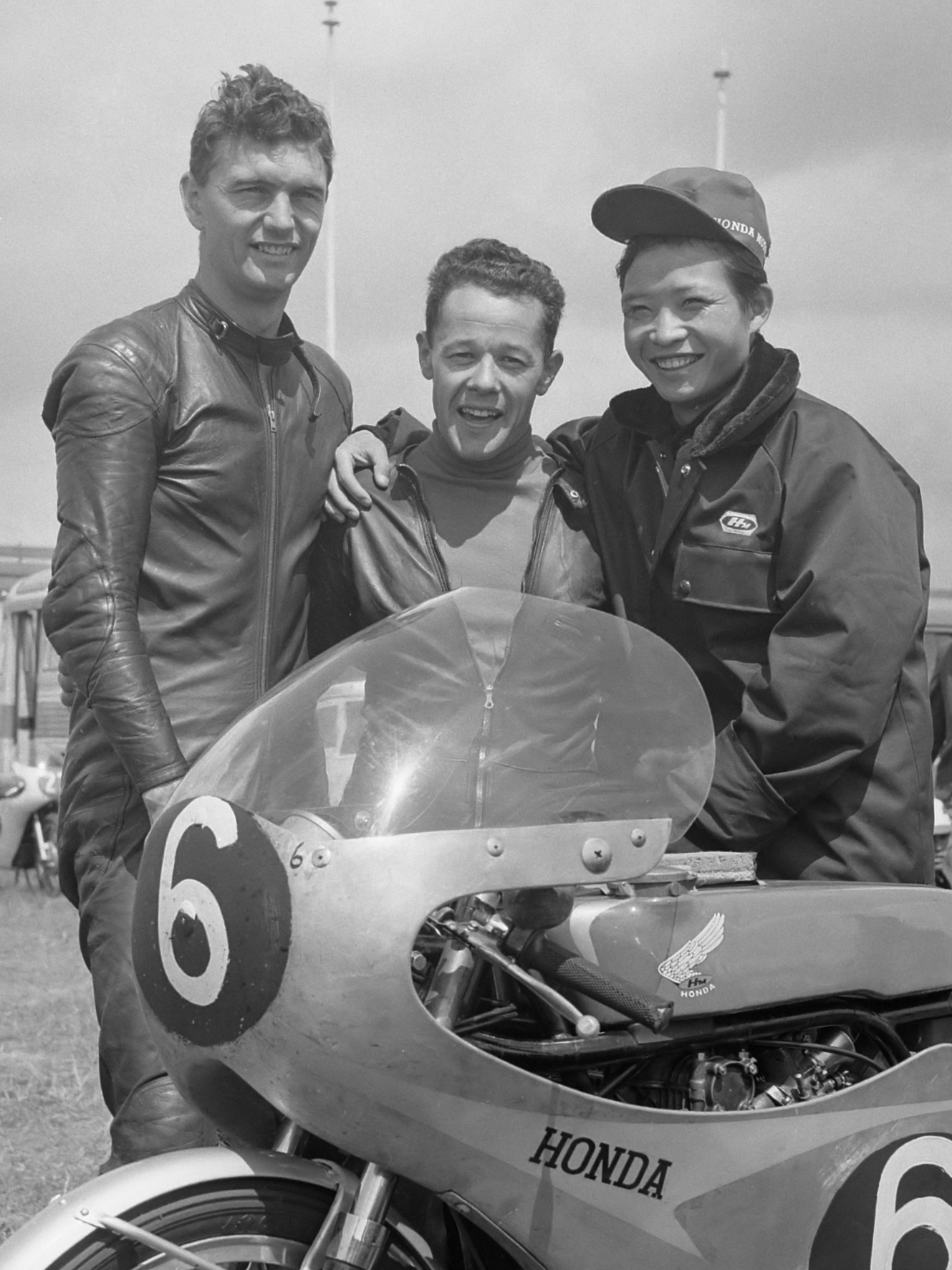
Luigi Taveri (M.) zusammen mit Jim Redman (l.) und Kunimitsu Takahashi (r.) bei der Dutch TT in Assen 1963.

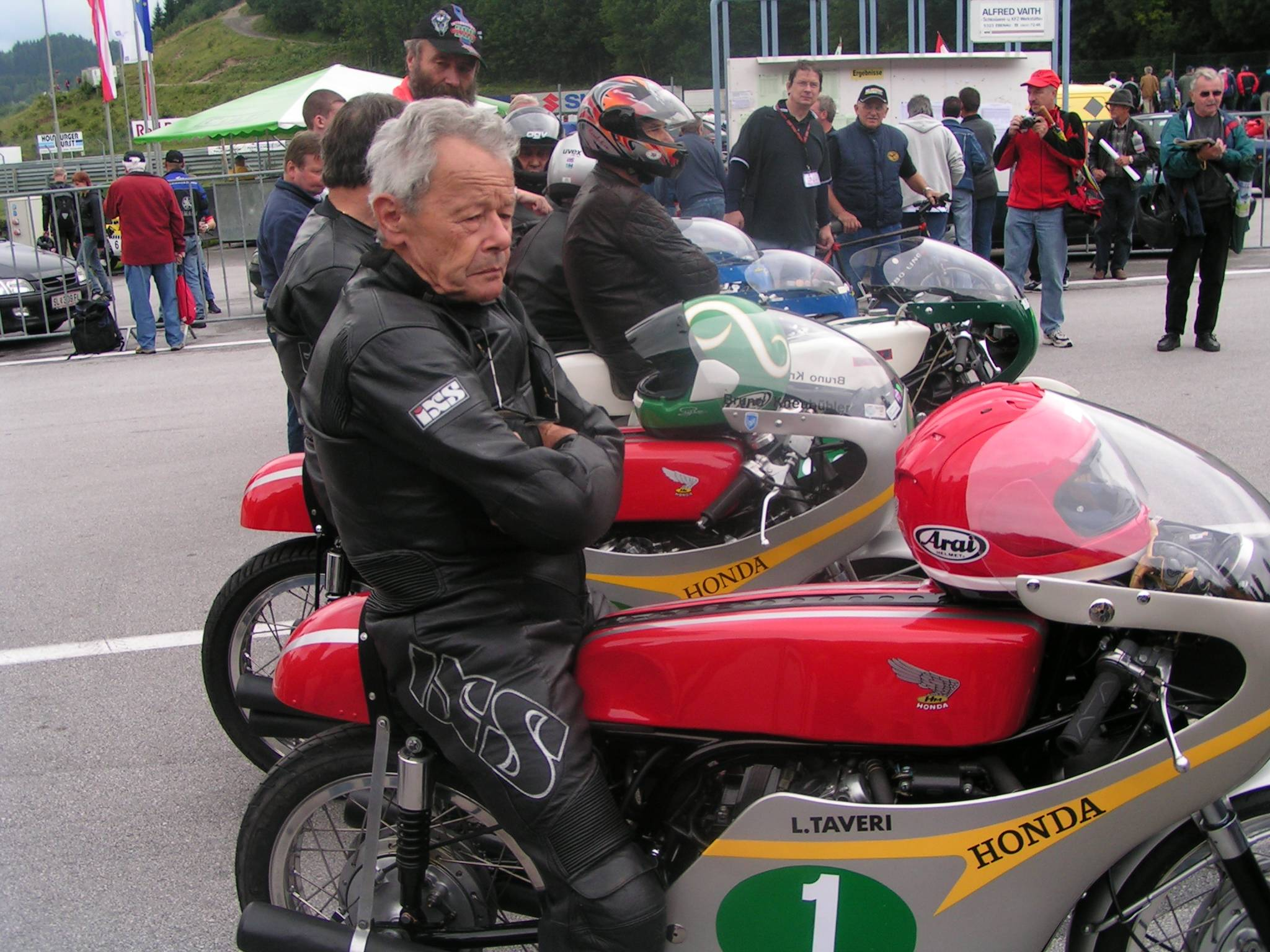
Luigi Taveri in Salzburg (2006)

Luigi Taveri (* 19. September 1929 in Horgen; † 1. März 2018) war ein Schweizer Motorradrennfahrer und dreifacher Weltmeister in der 125-cm³-Klasse. Luigi Taveri hatte italienische Wurzeln. Sein Vater Giovanni Taveri war im Alter von 17 Jahren aus Rovato (Lombardei) in die Schweiz ausgewandert.

## Karriere
Taveri begann seine internationale Rennkarriere 1953 in der 350-cm³-Klasse. Nach schwierigen Jahren, in denen er in verschiedenen Klassen mit den Marken Moto Guzzi, Norton, MV Agusta, MZ und Ducati erfolglos blieb, wechselte er 1962 zu Honda. 1962, 1964 und 1966 errang er für den japanischen Hersteller den Weltmeistertitel in der 125-cm³-Klasse.
Bei seinen 143 Starts in der Motorrad-WM gelangen Luigi Taveri 30 Siege, 89 Podiumsplätze, sowie 28 schnellste Rennrunden. Taveri gelang es als bisher einzigem Fahrer, in allen zu seiner Zeit gefahrenen Klassen – einschliesslich der Seitenwagen, bei denen er 1954 im Boot von Hans Haldemann Sechster bei seinen Heim-Grand-Prix wurde – WM-Punkte zu erringen.
Taveri lebte in Samstagern (Gemeinde Richterswil) und nahm auch im Alter noch an Veteranenrennen teil. 2015 verkündete er seinen Rückzug.

## Statistik

### Erfolge
- 1953 – Schweizer 350-cm³-Meister[3]
- 1954 – Schweizer 250-cm³-, 500-cm³- und Gespann-Meister[3]
- 1957 – Schweizer 250-cm³-Meister[3]
- 1962 – 125-cm³-Weltmeister auf Honda
- 1964 – 125-cm³-Weltmeister auf Honda
- 1966 – 125-cm³-Weltmeister auf Honda
- 30 Grand Prix-Siege

### Ehrungen
- Aufnahme in die MotoGP Hall of Fame

### Isle-of-Man-TT-Siege
| Jahr | Klasse                    | Maschine | Durchschnittsgeschwindigkeit |
| ---- | ------------------------- | -------- | ---------------------------- |
| 1962 | Lightweight 125 (125 cm³) | Honda    | 89,88 mph (144,65 km/h)      |
| 1964 | Lightweight 125 (125 cm³) | Honda    | 92,12 mph (148,25 km/h)      |
| 1965 | 50 cc (50 cm³)            | Honda    | 79,66 mph (128,2 km/h)       |